# Borek Szlachecki
Borek Szlachecki ist eine Ortschaft mit einem Schulzenamt der Gemeinde Skawina im Powiat Krakowski der Woiwodschaft Kleinpolen in Polen.

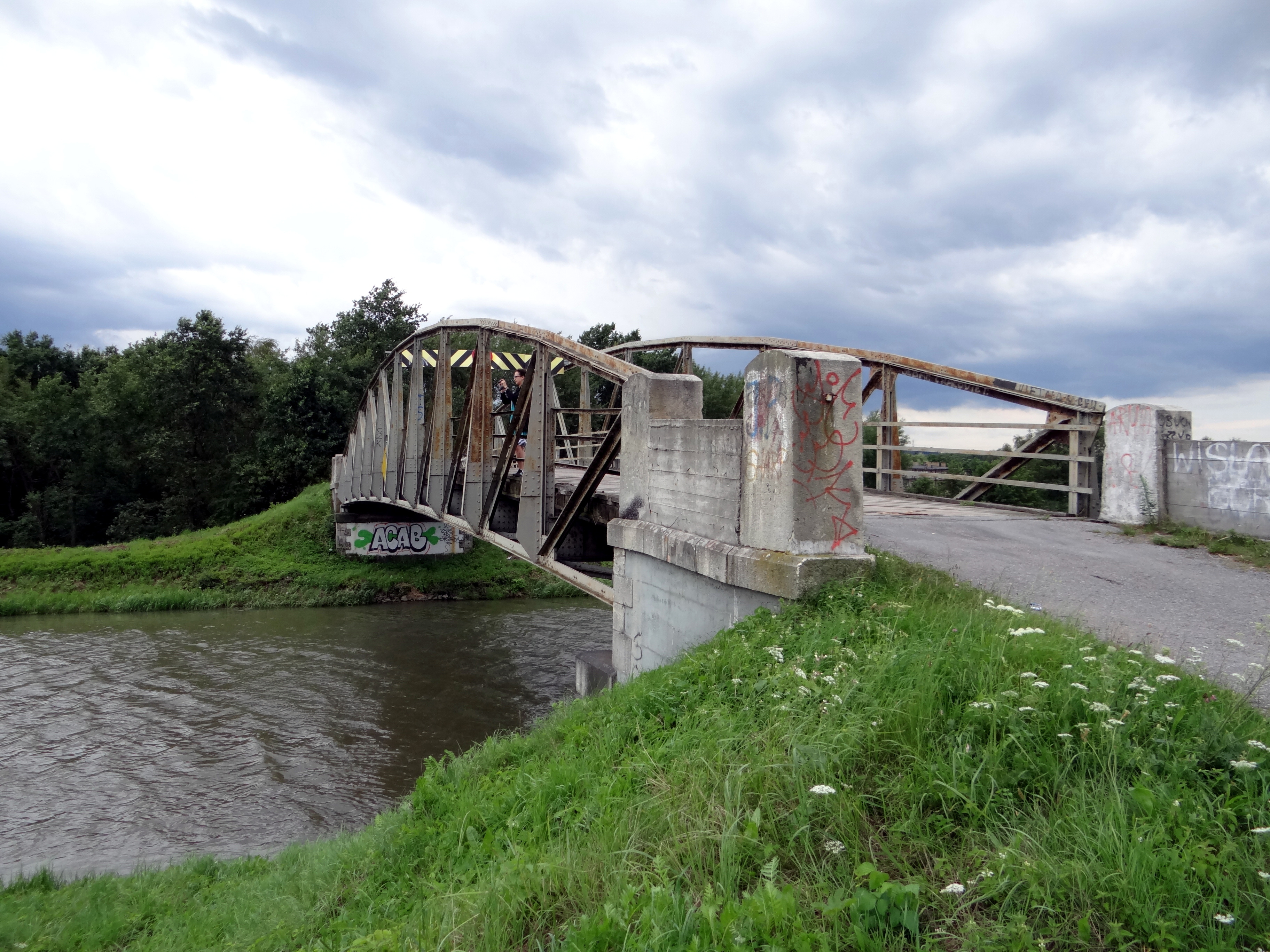
Brücke über den Kanal

## Geographie
Der Ort liegt am rechten Ufer des Kanals Łączany-Skawina an der Grenze vom Skawina-Graben im Norden und Pogórze Wielickie im Süden. Die Nachbarorte sind die Stadt Skawina im Osten, Rzozów im Südosten, Krzęcin im Südwesten, Zelczyna im Westen.
Durch Borek Szlachecki verläuft die Staatsstraße DK 44, die Gliwice durch Oświęcim mit Kraków verbindet, sowie an der Bahnlinie Nr. 94 (Oświęcim – Kraków Płaszów).

## Geschichte
Das Gebiet zwischen den Flüssen Skawa im Westen und Skawinka im Osten wurde im Jahr 1274 von Kleinpolen abgetrennt und ans Herzogtum Oppeln angeschlossen. Das Herzogtum Oppeln wurde 1281 nach dem Tod von Wladislaus I. von Oppeln geteilt. Ab 1290 gehörte das Gebiet zum Herzogtum Teschen und seit 1315 zum Herzogtum Auschwitz, ab 1327 unter Lehnsherrschaft des Königreichs Böhmen.
Das Dorf in einer Exklave des Herzogtums Auschwitz wurde erstmals im Jahr 1335 im Dokument der Abtei Tyniec über den Verkauf des Schulzenamts im Dorf Rzozów, das an die Ortschaft [villa] Werneri grenzte. Der ursprüngliche Name wurde vom deutschstämmigen Personennamen Werner abgeleitet. Im Gründungsprivileg der Stadt Zator aus dem Jahr 1292 wurde der Auschwitzer comes palatinus namens Werner erwähnt, während im Jahr 1361 ein gewissener Werner de Hepnewalth das Schulzenamt im Barwałd Dolny kaufte. Beide könnten als Gründer des Dorfs gemeint sein, obwohl der erste bekannte Besitzer Dzierżko de Wernerivilla im Jahr 1357 war. Der Name Borek (diminutive Form von bór – Nadelwald) tauchte erst im Jahr 1449 auf. Ab 1445 gehörte es zum neuen Herzogtum Zator, dieses wurde im Jahr 1494 an Polen verkauft. Neben Rzozów war es vor 1494 das am nächsten zur polnischen Hauptstadt Krakau gelegene Dorf außerhalb Polens (16 km in gerader Linie zum Krakauer Marktplatz). Ab dem Jahr 1564 war Borek neben Gołuchowice und Polanka Hallera das östlichste Dorf des Kreises Schlesien der Woiwodschaft Krakau, ab 1569 in der Adelsrepublik Polen-Litauen.
Bei der Ersten Teilung Polens kam Borek 1772 zum neuen Königreich Galizien und Lodomerien des habsburgischen Kaiserreichs (ab 1804). Im 19. Jahrhundert wurde das Adjektiv Szlachecki (adelig) im Ortsnamen hinzugefügt. Ab 1782 gehörte das Dorf zum Myslenicer Kreis (1819 mit dem Sitz in Wadowice). Nach der Aufhebung der Patrimonialherrschaften bildete es nach 1850 eine Gemeinde im Bezirk Skawina, ab 1867 im Gerichtsbezirk Skawina des Bezirkes Wadowice, ab 1878 im Gerichtsbezirk Kalwarya im Bezirk Myślenice. Ab 1899 wieder im Gerichtsbezirk Skawina.
1918, nach dem Ende des Ersten Weltkriegs und dem Zusammenbruch der k.u.k. Monarchie, kam Borek Szlachecki zu Polen (Gmina Radziszów, Powiat Kraków, Woiwodschaft Krakau). Unterbrochen wurde dies nur durch die Besetzung Polens durch die Wehrmacht im Zweiten Weltkrieg. Es gehörte dann zum Distrikt Krakau im Generalgouvernement.
Von 1945 bis 1998 gehörte Borek Szlachecki zur Woiwodschaft Krakau.

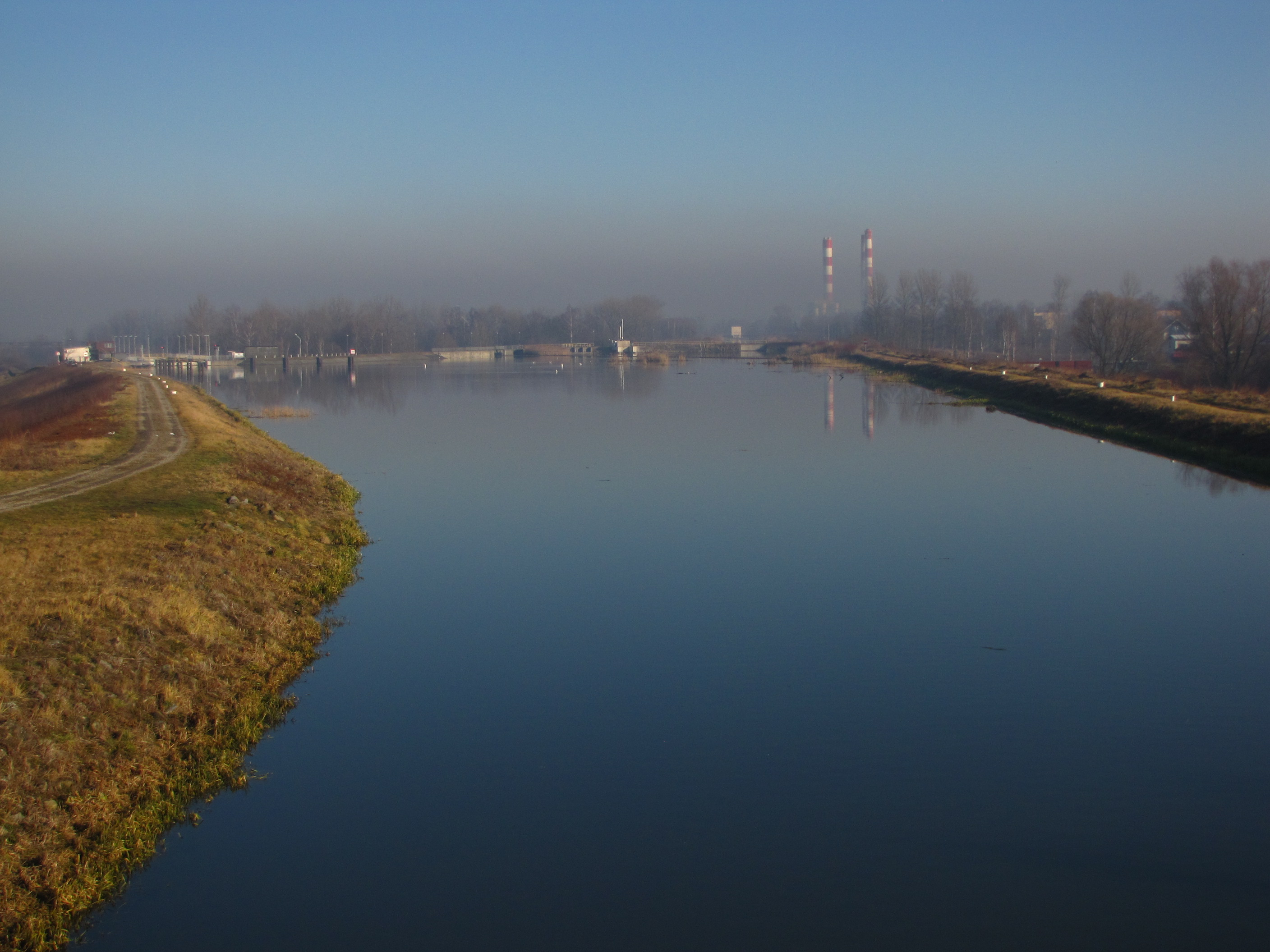
Schleuse auf den Kanal in Borek Szlachecki

Der Kanal zwischen Łączany und Skawina wurde in den Jahren 1955–1958 gebaut, und zwar mit der größten Schleuse auf den Kanälen in Polen in Borek Schlachecki.